# 脱线喜剧

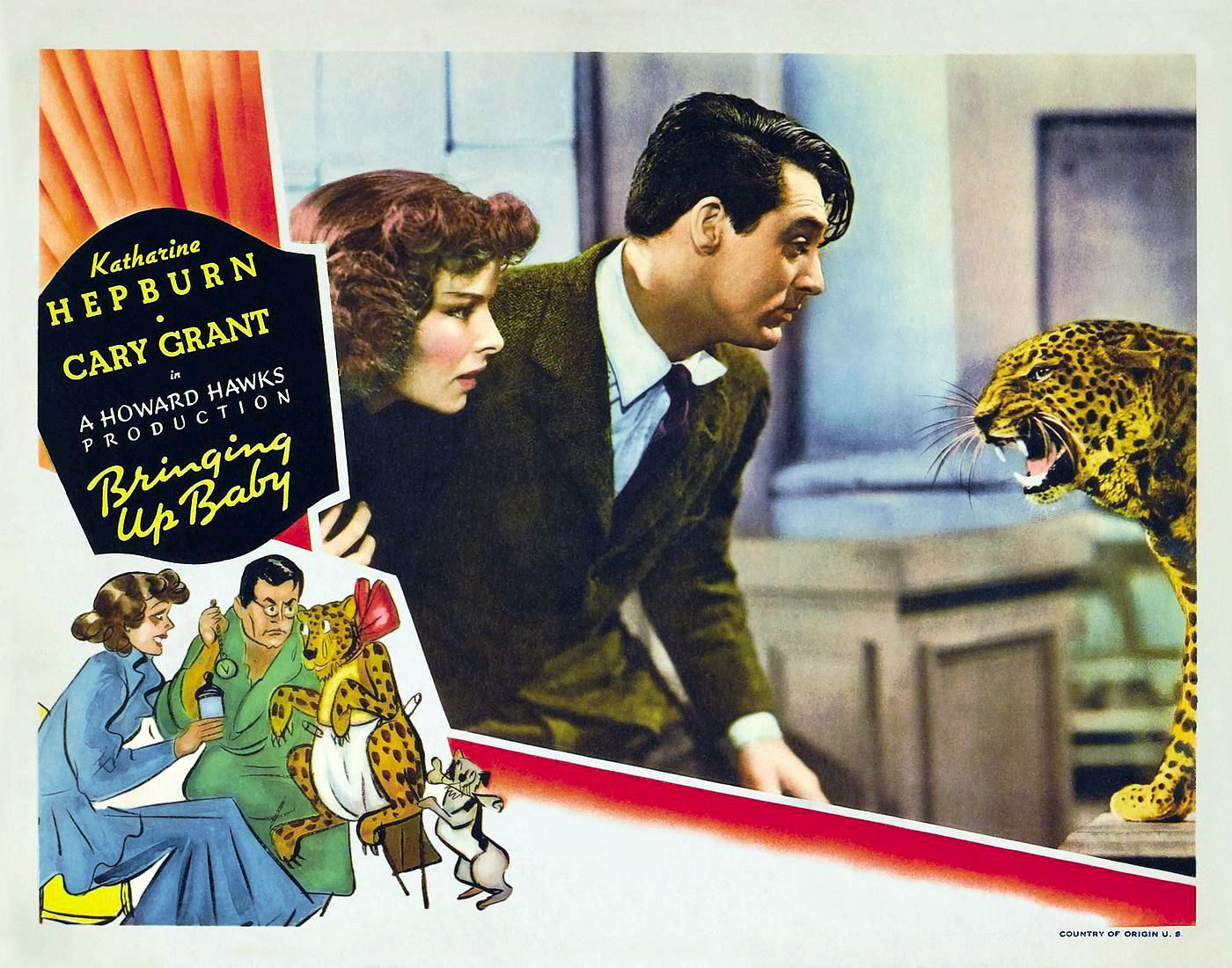
《育嬰奇譚》（1938年）是一部脫線喜劇電影。

脱线喜剧（英語：screwball comedy）是一种喜剧电影类型，流行于美国大萧条时期，在1930年代起源，繁荣至1940年代早期。该类型的很多次要特征类似于黑色电影，但不同之处在于有一个女性角色在和男主角的关系中占主导地位，挑战他的男子气概。男女主角陷于幽默搞笑的两性斗争之中，这对于当时的好莱坞和观众来说是新颖的主题。其他元素包括快节奏的妙语连珠的对话、滑稽的情形、逃避现实的主题，以及涉及爱情和婚姻的情节。脱线喜剧经常描绘社会阶层之间的冲突，如在《一夜风流》（1934）和《我的高德弗里》（1936）中。